# Chacabuco (departement van Chaco)
Chacabuco (Chaco) is een departement in de Argentijnse provincie Chaco. Het departement (Spaans:  departamento) heeft een oppervlakte van 1.378 km² en telt 27.813 inwoners.

## Plaats in departement Chacabuco
- Charata